# Museum Industriekultur (Osnabrück)

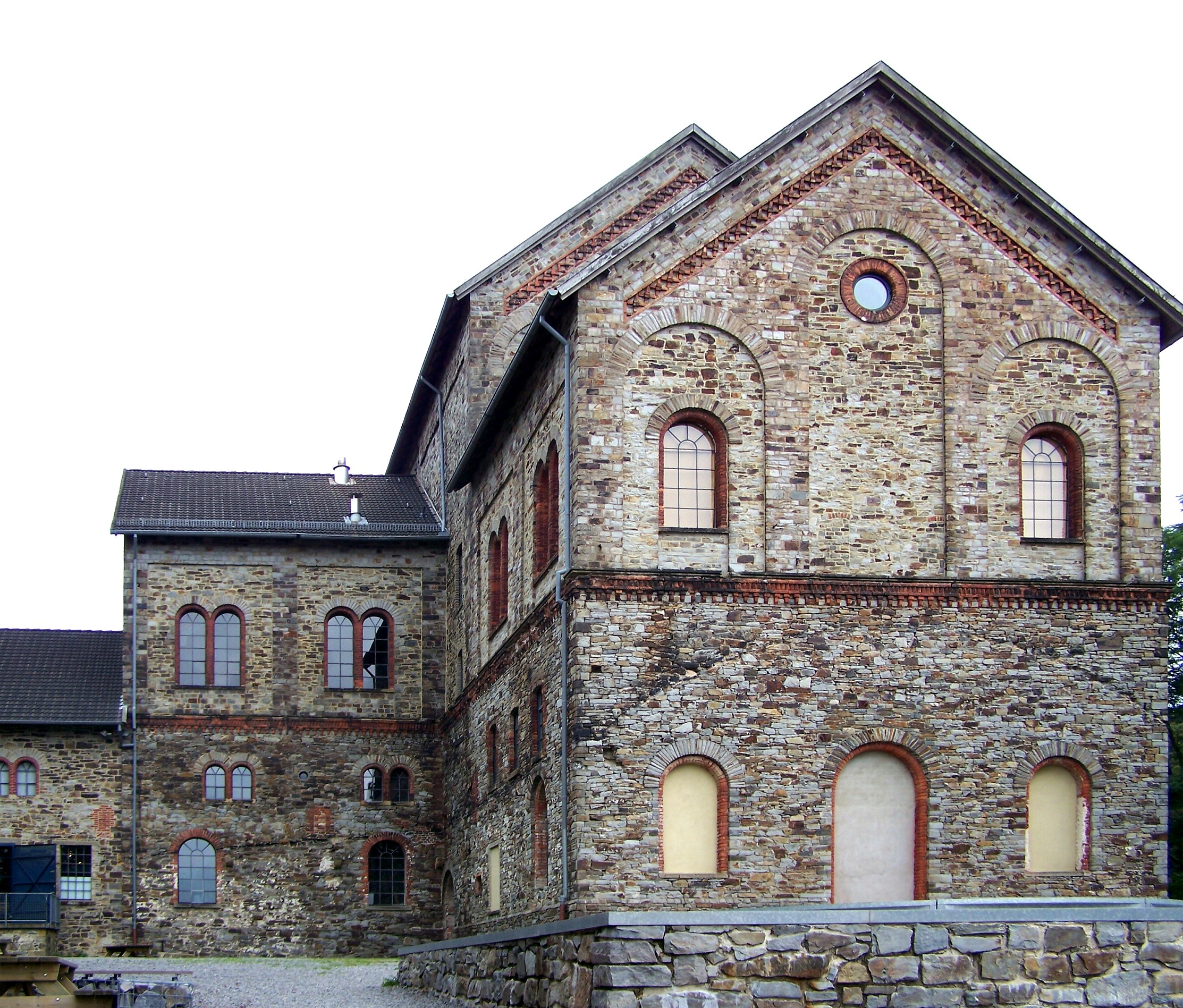
Hauptgebäude des Museums Industriekultur (Haseschachtgebäude)

Das Museum Industriekultur Osnabrück (MIK) ist ein Industriemuseum in Osnabrück mit Schwerpunkt auf dem Bergbau. Es ist Teil der Route der Industriekultur im Nordwesten und befindet sich in gemeinnütziger Trägerschaft.
Das Museum liegt am Piesberg, an dem mindestens seit der Frühen Neuzeit Bergbau betrieben wird. In der Zeche Piesberg wurde unter Tage Steinkohle abgebaut. Der oberirdische Steinbruch am Piesberg gehörte zu den größten Sandsteinbrüchen Europas und ist bis heute in Betrieb. Das MIK beleuchtet in diesem Zusammenhang die erdgeschichtlichen Vorgänge, die zur Entstehung des Berges und seiner Bodenschätze führten, die Geschichte ihrer bergbaulichen Erschließung und Nutzbarmachung (v. a. mittels Dampfmaschinen) sowie die Industrialisierung der regionalen Wirtschaft, die damit einherging.

## Geschichte

Haseschachtgebäude im Jahr 1896

Nach der Schließung der Steinkohlenzeche am 8. Juni 1898 diente das Haseschachtgebäude ab 1906 als Unterkunft für Arbeiter des Steinbruchbetreibers Piesberger Steinindustrie. Während des Zweiten Weltkriegs war es ein Lager für Kriegsgefangene. Nach Ende des Krieges kamen darin Flüchtlinge aus Schlesien unter. Sie lebten dort bis in die 1960er Jahre. Bis zur Restaurierung, die 1985 begonnen wurde, verfiel das Gebäude. 1994 wurde das Museum Industriekultur zunächst unter Trägerschaft der Stadt Osnabrück eröffnet. 1998 wurde es in eine gemeinnützige GmbH mit der Sparkasse Osnabrück als Mehrheitsgesellschafterin umgewandelt. Die Möglichkeit zur Begehung des Hasestollens wurde im Jahr 2000 im Rahmen des Expo-Projekts Faszination Boden geschaffen.
2022 wurde das Museum zum zweiten Mal mit dem Museumsgütesiegel des Museumsverbands Niedersachsen und Bremen e. V. ausgezeichnet. 2023 beteiligte sich die Stadt Osnabrück wieder am Museum und übernahm einen 25-prozentigen Anteil an der Trägergesellschaft, da die auf jährlich 800.000 Euro festgeschriebene Finanzierung durch die Sparkassenstiftung aufgrund von gestiegenen Betriebskosten nicht mehr ausreichte. Bei der Sparkasse verbleibt ein Mehrheitsanteil von 51 %, die übrigen Anteile liegen im Streubesitz regionaler Unternehmen.

## Museumsangebot

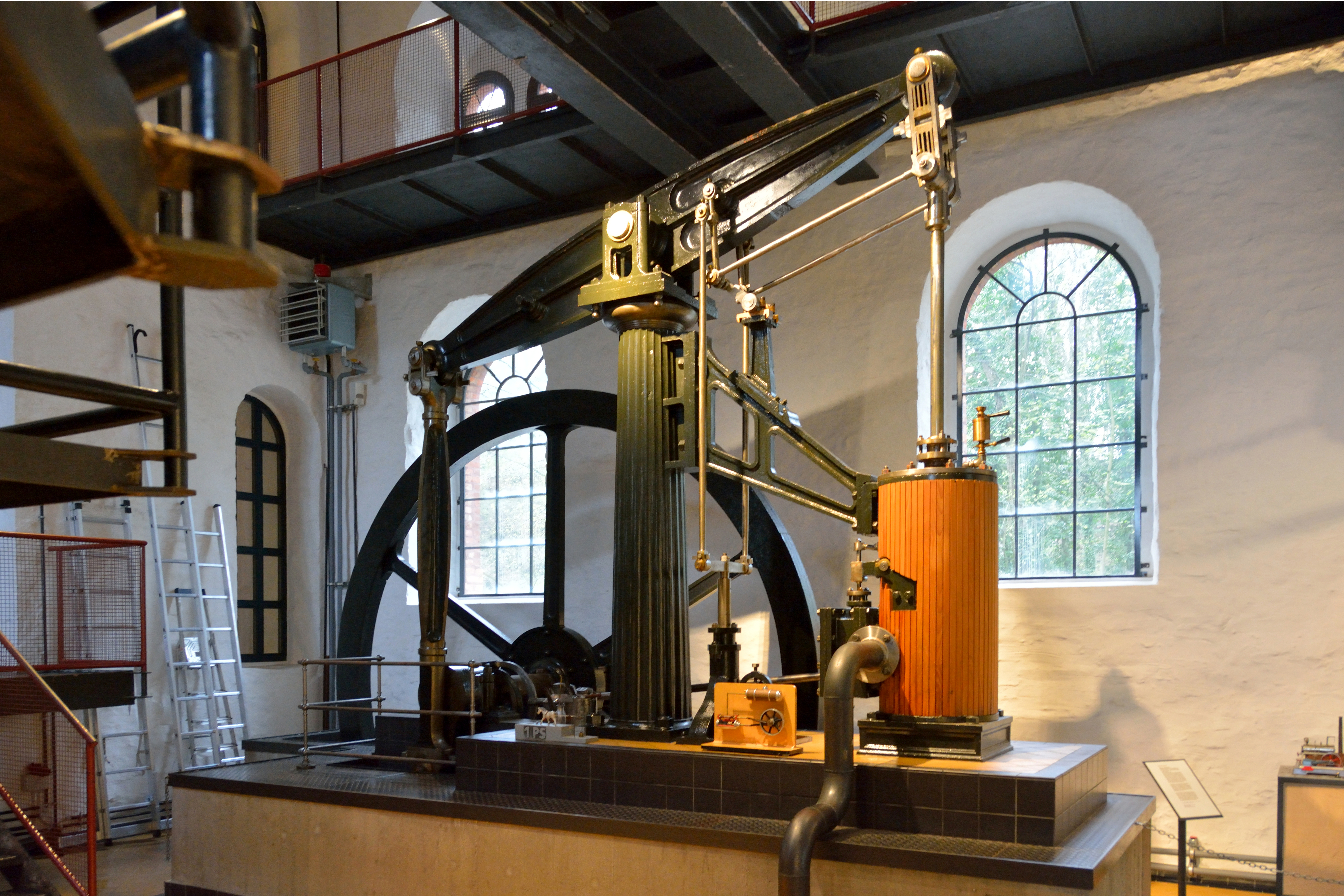
Dampfmaschine im Museum

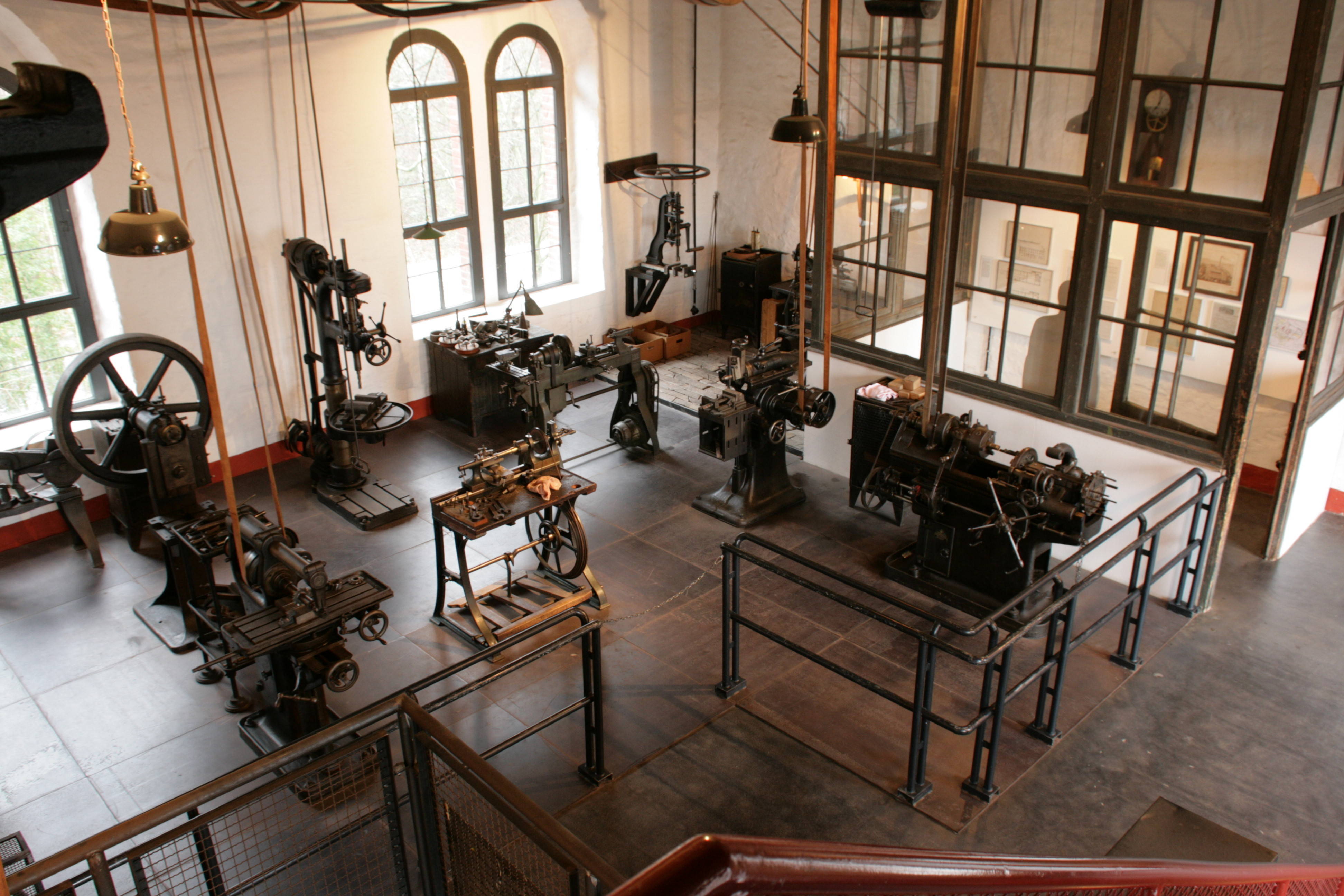
Historischer Maschinenpark des Museums

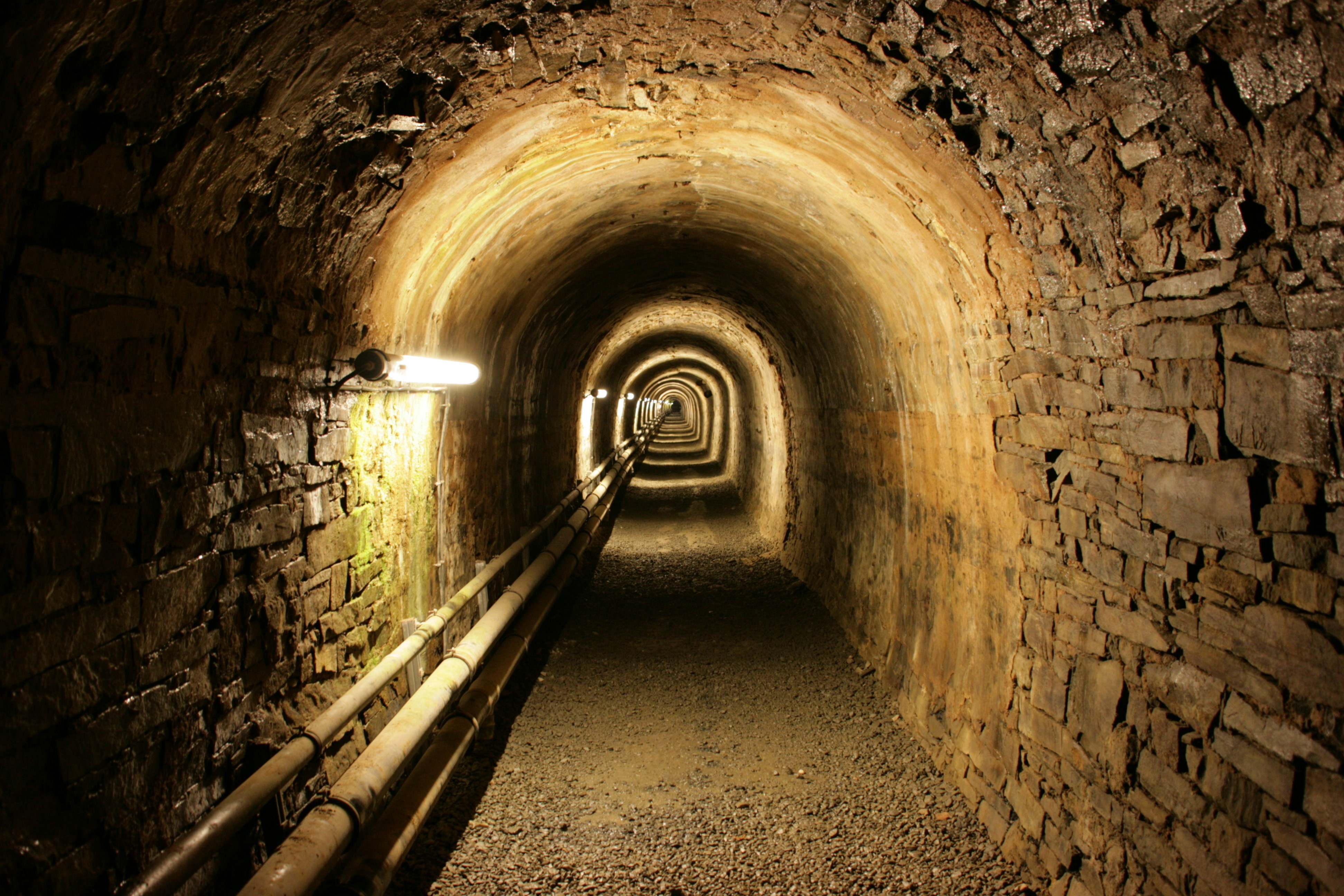
Der Hasestollen fungiert als Besucherbergwerk

Hauptgebäude des Museums ist das Haseschachtgebäude am Fürstenauer Weg, das 1871 fertiggestellt wurde. Dort zeigt das Museum die Entwicklung Osnabrücks von der Ackerbürgerstadt des 18. Jahrhunderts bis zum modernen Industrie- und Wirtschaftsstandort der Gegenwart. Das 19. Jahrhundert ist Schwerpunktthema des Museums. In der Dauerausstellung werden die zentralen Themen „Steinkohlebergbau“, „Mythos Dampf“, „Frühe Fabriken“ und „Frühindustrialisierung“ behandelt. Die Ausstellung „Magie des Steinkohlenwaldes“ veranschaulicht die Entstehung der Steinkohle am Piesberg und eine Sammlung von Fossilien. Wechselnde Ausstellungen vertiefen den Einblick in Aspekte der regionalen Industriegeschichte. Als besondere Ausstellungsstücke befinden sich in der Maschinenhalle zwei mechanisch funktionsfähige (jedoch elektrisch fremdangetriebene) Dampfmaschinen aus den Jahren 1849 und 1916. Ihre Transmissionsriemen treiben Maschinen wie Fräse, Bohrer und Drehbank in einer historischen Metallwerkstatt an.
Von der Schachthalle des Haseschachtgebäudes kann mit einem gläsernen Fahrstuhl 30 Meter tief „unter Tage“ eingefahren werden und der 300 Meter lange Hasestollen, ein historischer Bergwerksstollen, begangen werden. Dieser verbindet das Haseschachtgebäude mit dem bergab gelegenen Museumsbereich am Süberweg, wo sich das 1893 errichtete Magazingebäude und ein historischer Pferdestall befinden. Das Magazingebäude diente den Bergleuten als Waschkaue und wird für Sonderausstellungen genutzt. Im ehemaligen Pferdestall ist zu dem Themenfeld „Industrialisierung des Handwerks“ eine Dauerausstellung zu sehen, die einen museumspädagogischen Schwerpunkt hat und damit für Schulen, Kindergärten und Kindergruppen als außerschulischer Lernstandort zur Verfügung steht. Dabei werden besonders die Themen Papierherstellung, Schuhmacherwerkstatt und Mühlenwesen behandelt.

## Weitere Kulturangebote am Piesberg
Das Piesberger Gesellschaftshaus wurde im Jahre 1871 erbaut und war Gast- und Vereinshaus der Steinkohlenzeche am Piesberg. Der Kulturverein Piesberger Gesellschaftshaus nutzt das Gebäude mit seinem Festsaal sowohl für Kulturveranstaltungen als auch für Familienfeiern und andere Anlässe. Das Museum Industriekultur betreibt dort eine historische Druckerei.
Im einstigen Zechenbahnhof, der 1857 fertiggestellt war, ist der Verein Osnabrücker Dampflokfreunde beheimatet, der sich zum Ziel gesetzt hat, historische Schienenfahrzeuge zu sammeln, aufzuarbeiten und fahrtüchtig zu erhalten, um sie einer breiten Öffentlichkeit zugänglich zu machen. Außerdem fährt seit 2009 nach fast 50 Jahren am Piesberg wieder eine Feldbahn. In Zusammenarbeit mit dem Museum Industriekultur Osnabrück ist es dem Museum für feldspurige Industriebahnen Osnabrück-Piesberg e. V. gelungen, den Feldbahnbetrieb am Piesberg wieder aufzunehmen. Vom Museum Industriekultur können Besucher mit der Feldbahn in die Industriekulturlandschaft am Piesberg fahren. Die Feldbahn fährt von April bis Oktober an jedem ersten und dritten Sonntag im Monat.